# Museum Bruder Klaus Sachseln

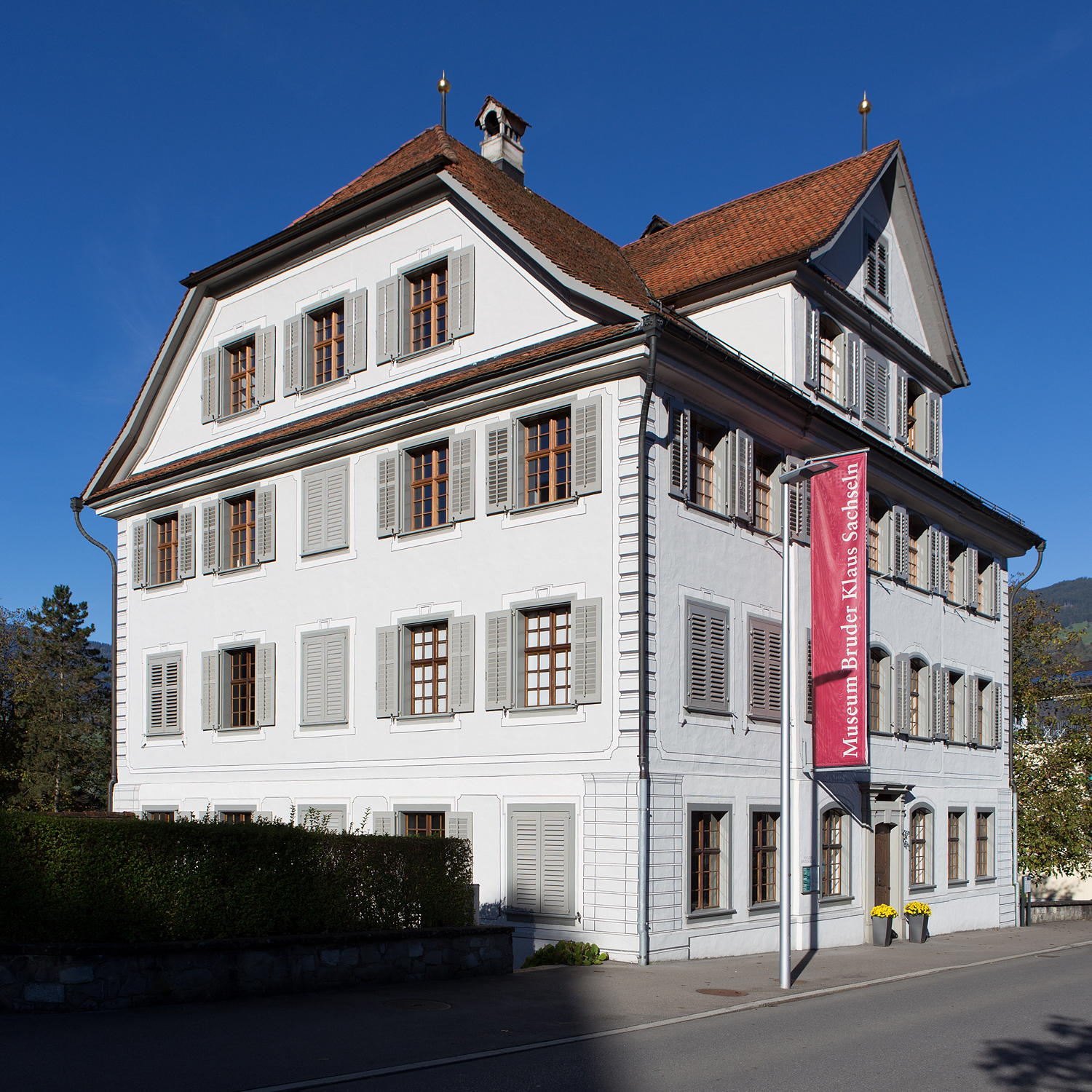
Das Museum Bruder Klaus Sachseln (2014)

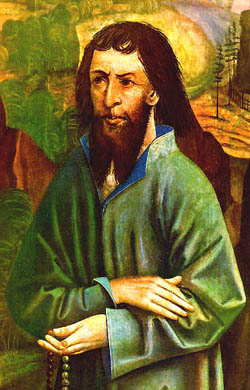
Das älteste Bild von Bruder Klaus (Ausschnitt). Lebensgrosses Gemälde von 1492 auf einem Altarflügel der alten Pfarrkirche Sachseln, heute im Museum Bruder Klaus Sachseln

Das Museum Bruder Klaus Sachseln ist ein Museum in Sachseln im Kanton Obwalden in der Schweiz, das dem Schweizer Nationalheiligen Niklaus von Flüe – bekannt als Bruder Klaus – gewidmet ist.

## Ausstellung
Das Museum zeigt permanent im Erdgeschoss und im ersten Stock die Grundausstellung Niklaus von Flüe – Vermittler zwischen Welten. Diese Schau über Leben, Wirken und Ausstrahlung von Niklaus von Flüe wurde unter der Projektleitung von Jürg Spichiger und Jos Näpflin gestaltet und im März 2012 eröffnet. Sie ersetzte die von Alois Spichtig gestaltete Dauerausstellung aus dem Jahre 1987.
Die Ausstellung würdigt den Mystiker, Politiker und Volksheiligen. Er wird als Friedensstifter, Vermittler und Mahner im bewegten 15. Jahrhundert und als Bewahrer vor schwerer Bedrohung im 20. Jahrhundert dargestellt, angefangen mit dem frommen Bauern, der auf seine weltlichen Ämter verzichtet und um ganz Gott zu dienen schliesslich als Einsiedler in den Ranft zieht. Seine Ehefrau, seine Kinder und Zeitgenossen werden vorgestellt. Die wichtigsten Visionen des Mystikers werden in einer Bild-Ton-Inszenierung präsentiert. Sein bekanntes Betrachtungsbild wie auch das Bruder-Klausen-Gebet und das Wunderfasten werden thematisiert.
Die Ausstellung zieht auch Vergleiche zu anderen Eremiten aus jener Zeit und zu verwandten Erscheinungen in anderen Kulturen mit ein. Es werden die führenden europäischen Persönlichkeiten aus Kirche und Politik vorgestellt, die Vertreter in den Ranft schickten, um beim Eremiten Rat zu holen. In einer Wunderkammer sind Verehrungszeugnisse und Darstellungen des Heiligen durch die Jahrhunderte versammelt.
Zum Ende der Ausstellung wird Niklaus von Flüe in eine Reihe von bedeutenden Persönlichkeiten der verschiedenen Epochen gestellt, die sich weltweit für Frieden und Gerechtigkeit einsetzten. Das Prunkstück der Ausstellung ist das nur fünf Jahre nach dem Tod von Bruder Klaus gemalte, lebensgrosses Bild des Heiligen. Es wurde damals auf den linken Altarflügel des gotischen Altars der alten Pfarrkirche von Sachseln angebracht. Es wird angenommen, dass sein zweitältester Sohn, der dem Vater am meisten glich, Modell gestanden hat. Daher und aufgrund der frühen Entstehung spricht man dem Bildnis eine hohe Glaubwürdigkeit in der Darstellung des Eremiten zu. Beim Abbruch der alten Kirche 1679 verschwand der Altar spurlos. Erst 1945 kam der Altarflügel als Rückwand eines Kleiderschranks im Haus Bunzlisflue in Sachseln wieder zum Vorschein.
In einem Medienraum werden Filme und Tonbilder zu Bruder Klaus gezeigt. Die Räume im Untergeschoss sind Bruder Klaus’ Frau Dorothea Wyss gewidmet. Jeweils in einer Frühlings- und einer Sommerausstellung werden zumeist Werke von Künstlern aus der Innerschweiz und darüber hinaus gezeigt.
Unter dem Titel «Vom Turm zum Brunnen» sind im Garten Darstellungen der Visionen Niklaus von Flües zu sehen. Sie wurden 1987 als Gemeinschaftsarbeit von Obwaldner Künstlern geschaffen.

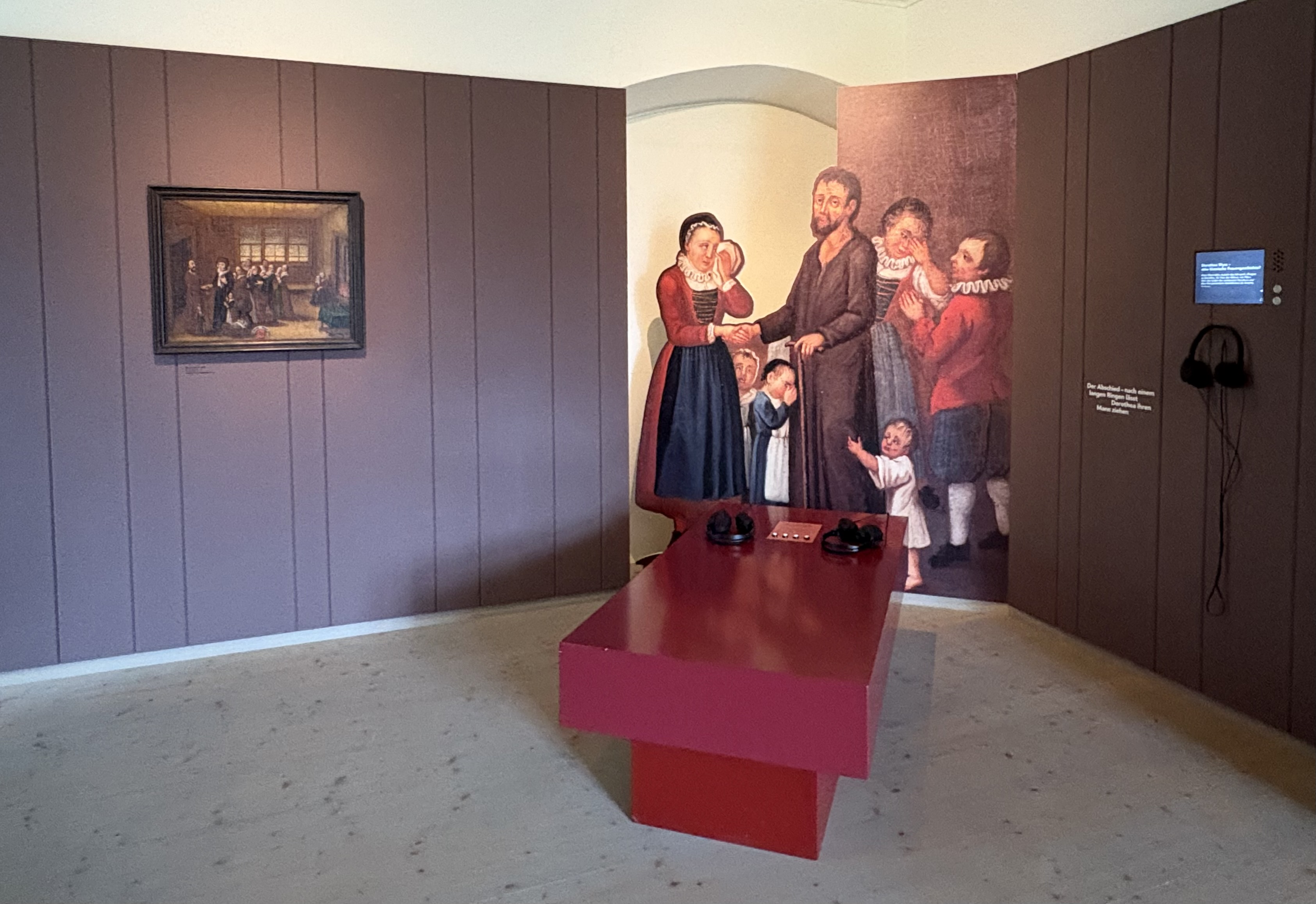
Bruder Klaus’ Abschied
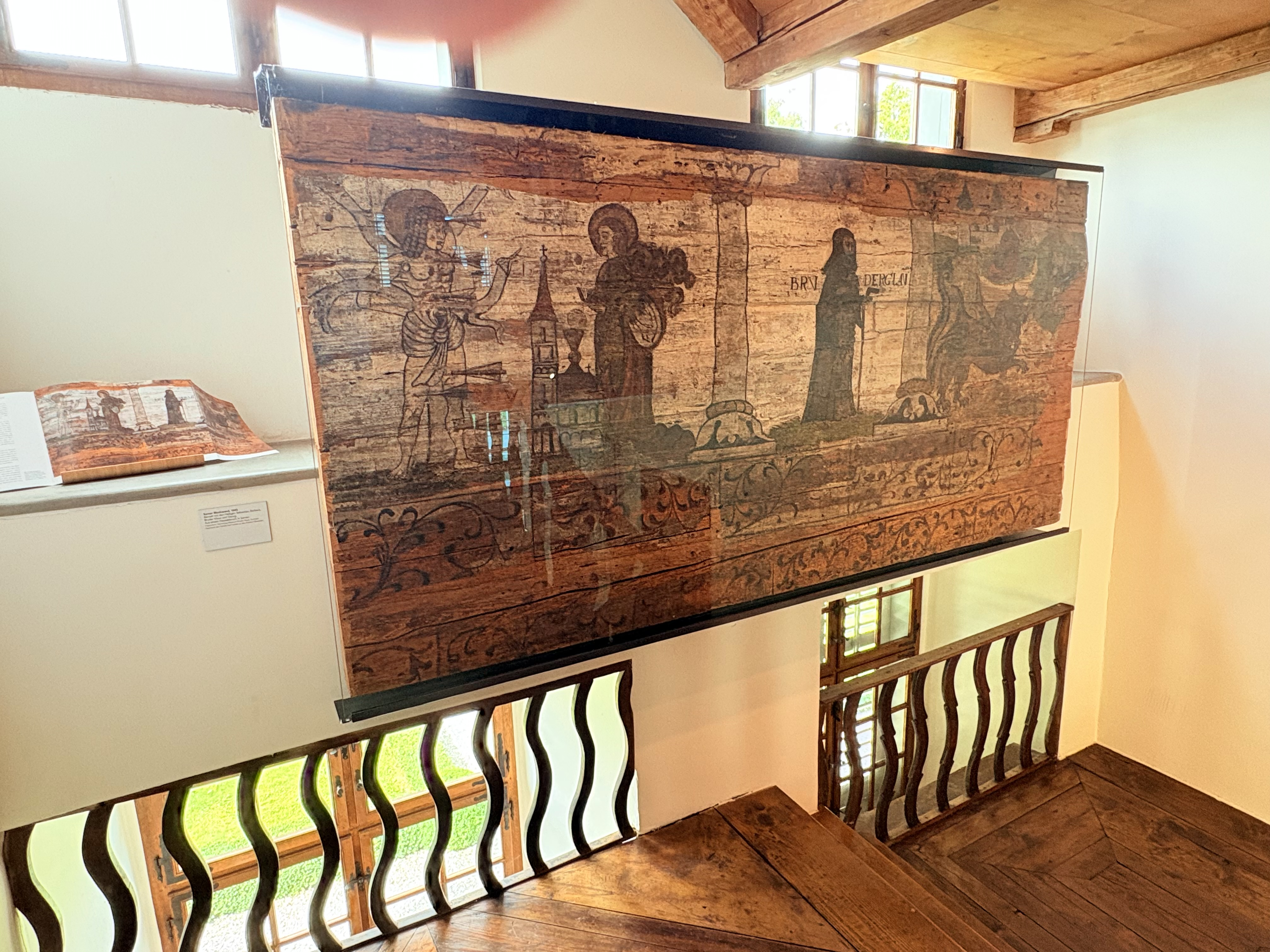
Sarner Blockwand von 1543 mit den Heiligen Sebastian, Barbara, Bruder Klaus und Georg.
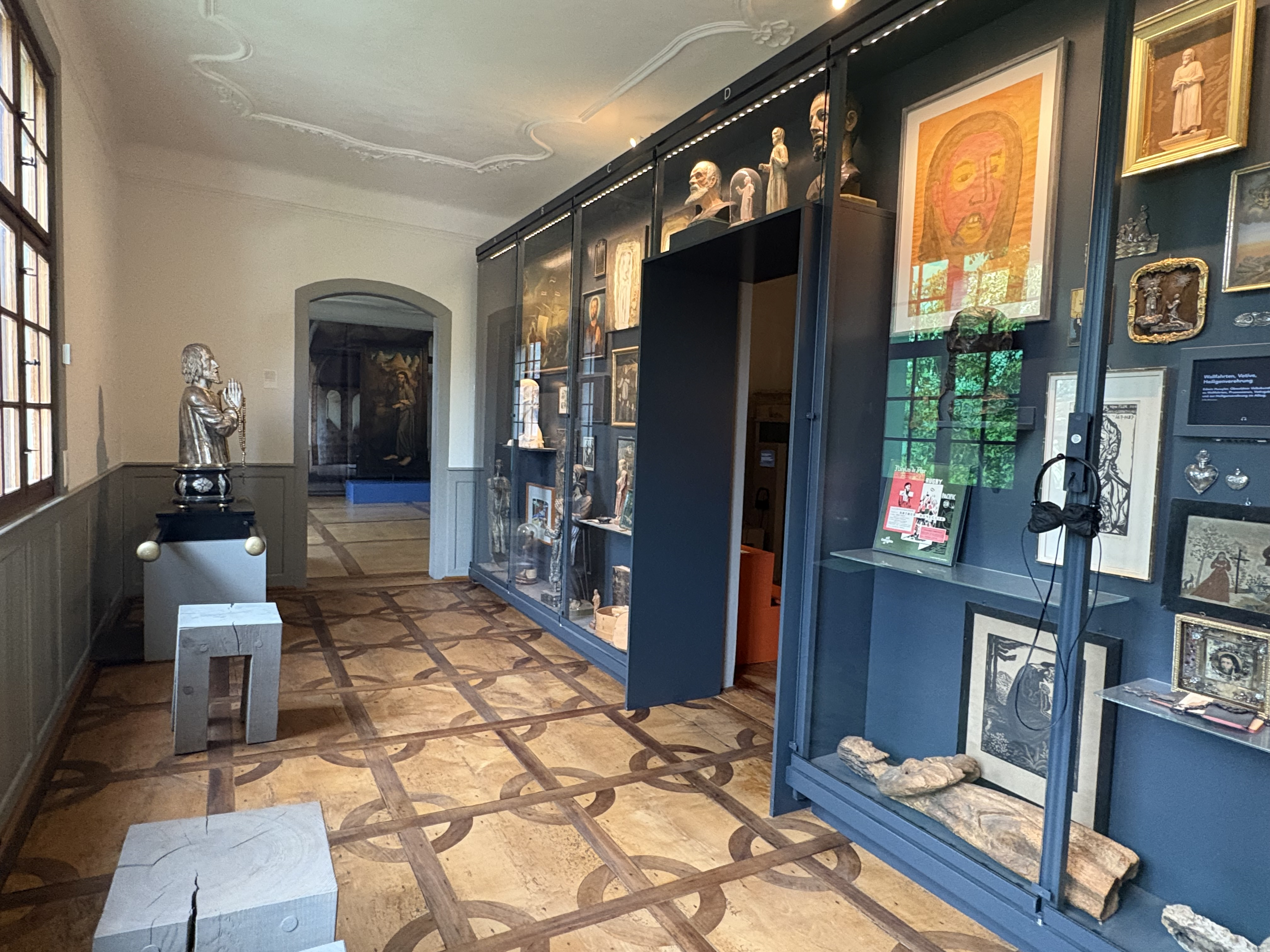
OG
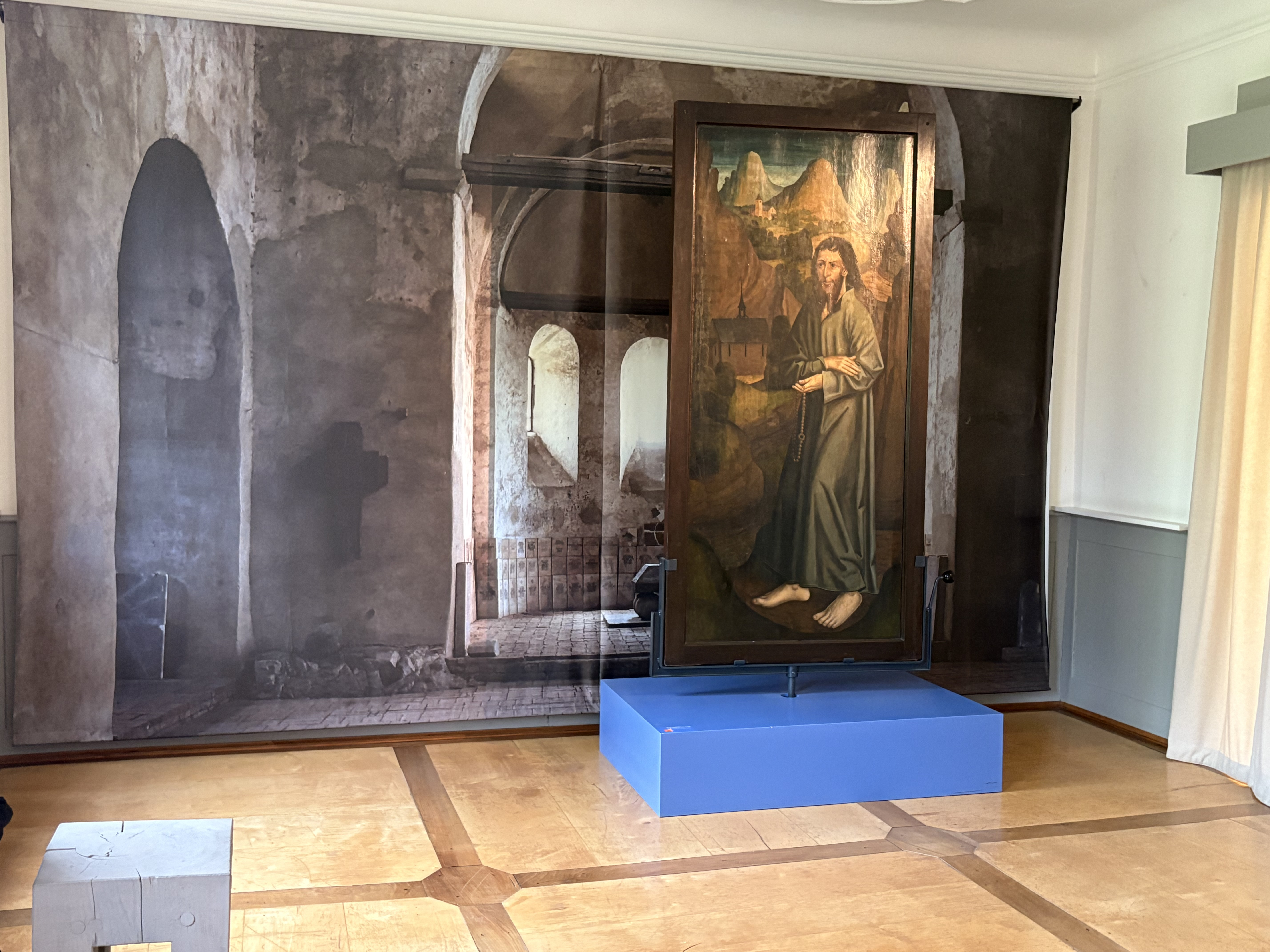
Teil eines Flügelaltars aus der Kirche von Sachseln, 1492
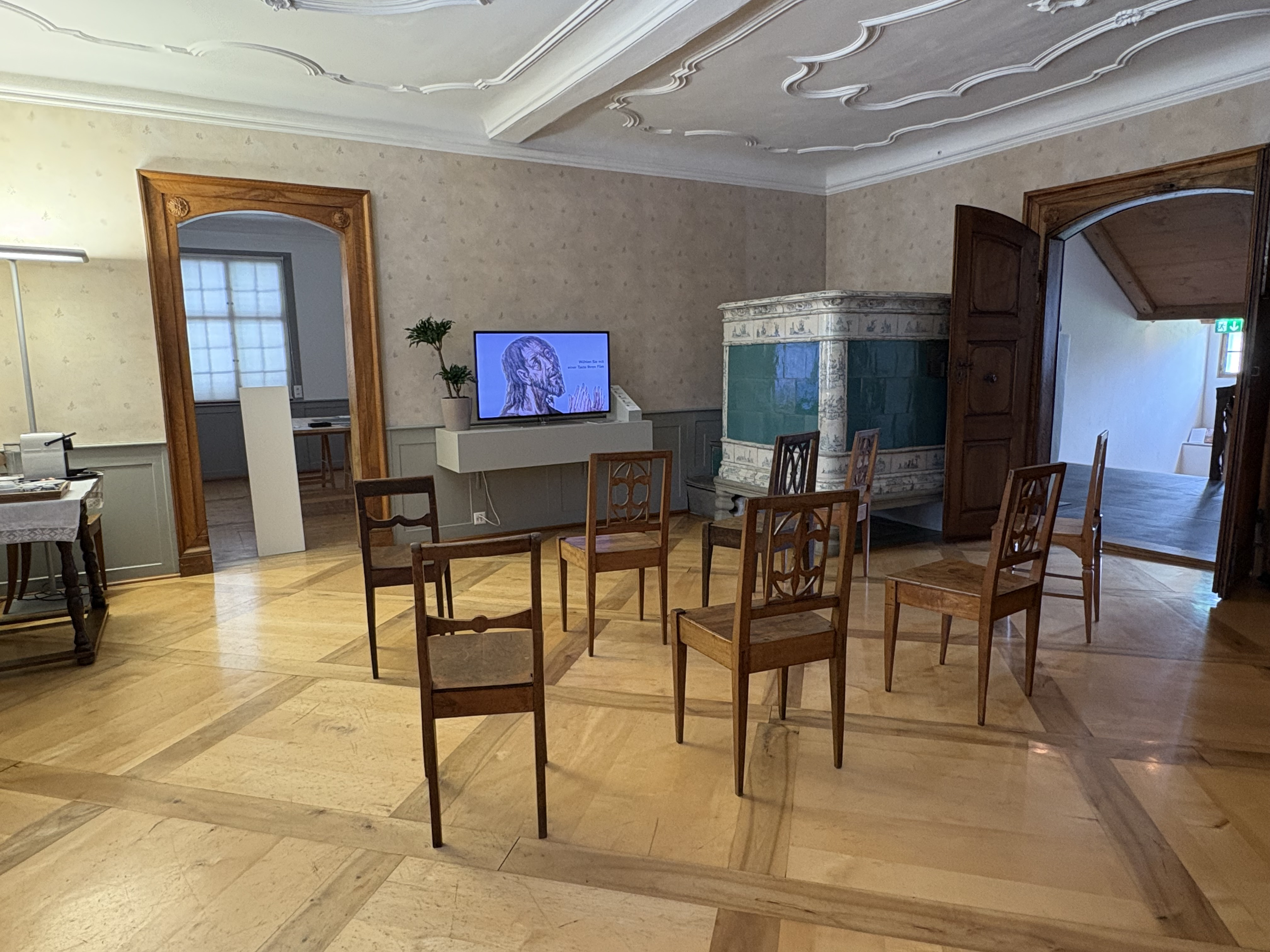
Raum im OG
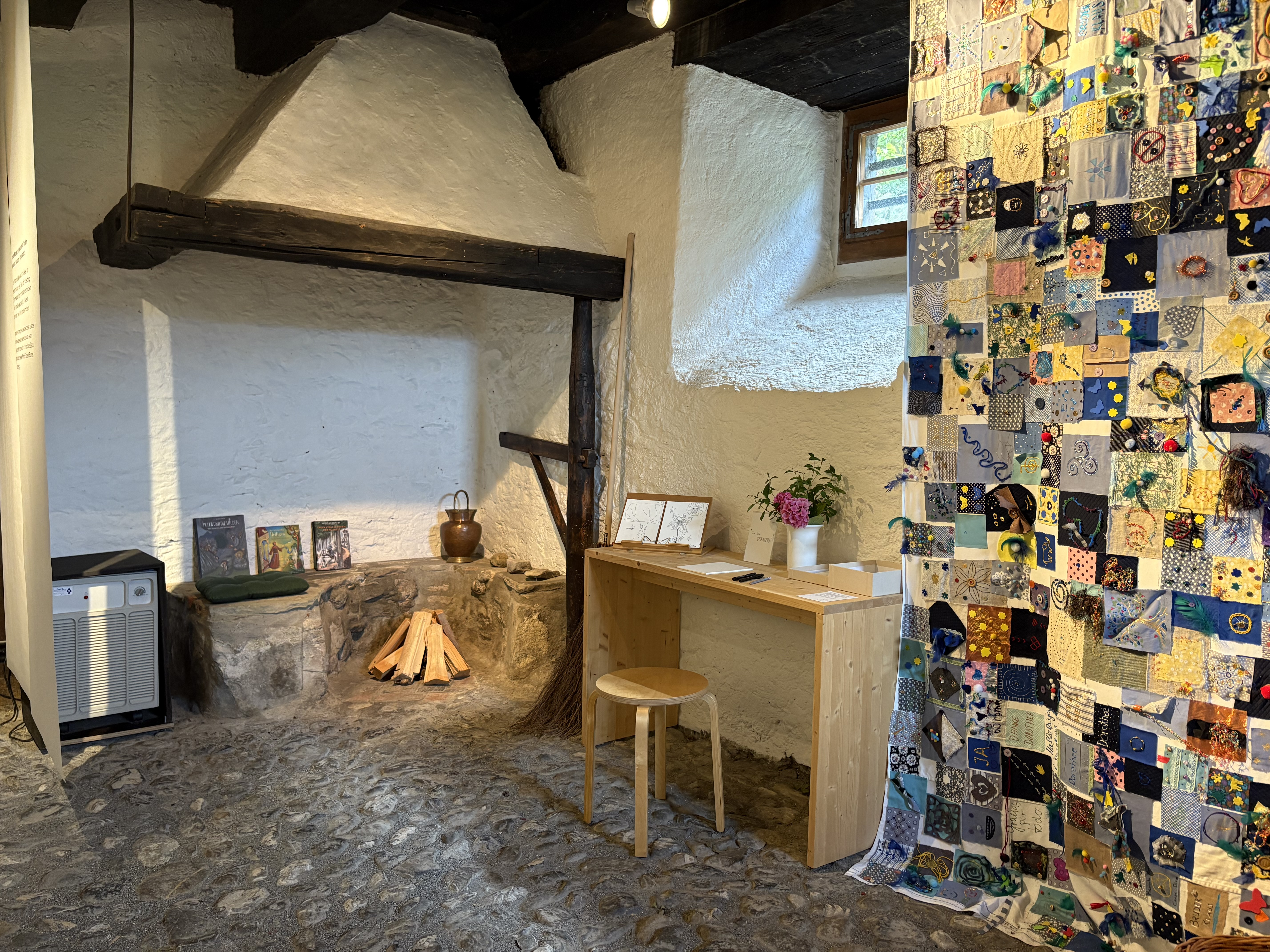
UG

## Geschichte
Am 3. April 1976 wurde das Museum Bruder Klaus Sachseln durch alt Bundesrat Ludwig von Moos eröffnet. Es hat die Rechtsform einer Stiftung und wird vom Verein Museum Bruder Klaus getragen. Die Gründung und Umsetzung des Museums Bruder Klaus ist vor allem Alois Spichtig zu verdanken. Er war Mitinitiant, gestaltete die von 1976 bis 2011 gezeigte Dauerausstellung und leitete das Museum bis 1992. Der Höhepunkt dieser Zeit war die Ausstellung «Niklaus von Flüe 1981». Alois Spichtig brachte damals 30 bedeutende Schweizer Künstler nach Obwalden. Anschliessend leiteten Urs-Beat Frei (1992–2004) und Patrick Deicher (2004–2007) das Museum. Ab 2007 war Urs Sibler der Leiter des Museums; er wurde 2018 von Carmen Kiser abgelöst. Seit Januar 2024 ist Christian Sidler Leiter des Museums.
Nach 35 Jahren wurde 2012 das Museum Bruder Klaus Sachseln baulich und inhaltlich erneuert. Die Umbauten kosteten 1,3 Mio. Franken, für die Neukonzeption und Gestaltung der ständigen Ausstellung zu Bruder Klaus wurden 700'000 Franken aufgewendet.

## Gebäude
Der Erbauer des herrschaftlichen Bürgerhauses am Dorfplatz in Sachseln war Peter Ignaz von Flüe (1762–1834), der spätere Pfarrer von Alpnach. Das Haus hatte er 1784 mit Geld aus der Söldnerwerbung erbaut.
Das Haus ist als kantonal schützenswert eingestuft und steht als B-Objekt unter Denkmalschutz. Es wurde 1961 vom Verein Museum Bruder Klaus in einem baulich schlechten Zustand erworben und nach einer Renovation wurde 1967 darin das Museum eröffnet. Das klassizistische Haus und der Barockgarten sind dem französischen Zeitstil verpflichtet und weitgehend im ursprünglichen Zustand erhalten. Im zugehörigen Ökonomiegebäude werden unter dem Titel «Miniaturen zur Erinnerung an den ländlichen Alltag» die geschnitzten Modelle aus dem Nachlass des Sachslers Christian Sigrist (1906–1987) gezeigt, des Vaters von Kurt Sigrist.